# 邱達成
邱達成，香港富商邱德根之子，邱氏家族多間公司的董事或非執行董事，曾任麗的電視及亞洲電視副常務董事，祖籍宁波。
1983年7月14日凌晨，邱醉酒駕車送女友回家，行經九龍公主道時，撞倒在路障站崗的警員鄭孟輝并將其拖行數百米。鄭被送醫後于23日傷重不治，年僅20歲。1984年，邱因誤殺被判4年監禁。

## 參看
- 遠東集團
- 唐城 (新加坡)

## 外部連結
- 83年邱達成撞死警誤殺囚四年 （页面存档备份，存于）
- http://diary.showhappy.net/?id=114860&page=5 （页面存档备份，存于）
- http://video.sina.com.cn/dv/2006-05-09/144817158.html